# Meubelia atriantennis
Meubelia atriantennis är en insektsart som först beskrevs av Willemse, C. 1932.  Meubelia atriantennis ingår i släktet Meubelia och familjen Pyrgomorphidae. Inga underarter finns listade i Catalogue of Life.